# Gora Golysheva
Gora Golysheva (englische Transkription von russisch Гора Голышева Gora Golyschewa) ist ein Berg im ostantarktischen Königin-Maud-Land. Er ist der bislang einzig benannte Gipfel der Grauen Hörner in der Westlichen Petermannkette des Wohlthatmassivs und ragt 8 km westlich des Großen Schwarzhorns auf.
Russische Wissenschaftler benannten ihn. Der weitere Benennungshintergrund ist nicht überliefert.